# Liste der denkmalgeschützten Objekte in Fieberbrunn
Die Liste der denkmalgeschützten Objekte in Fieberbrunn enthält die 12 denkmalgeschützten, unbeweglichen Objekte der Gemeinde Fieberbrunn.

## Denkmäler
| Foto |                 | Denkmal                                                                                 | Standort                                           | Beschreibung | Metadaten |
| ---- | --------------- | --------------------------------------------------------------------------------------- | -------------------------------------------------- | --- | --- |
| ja   | Datei hochladen | Rohr-Kapelle HERIS-ID: 55341 Objekt-ID: 63965 TKK: 8995                                 | bei Bärfeld 6a Standort KG: Fieberbrunn            | | BDA-Hist.: Q38064830 Status: Bescheid Stand der BDA-Liste: 2025-06-30 Name: Rohr-Kapelle GstNr.: .642                                                 |
| ja   | Datei hochladen | Lindl-Kapelle, Buchau-Kapelle HERIS-ID: 78913 Objekt-ID: 92580 TKK: 5097                | bei Buchau 6 Standort KG: Fieberbrunn              | | BDA-Hist.: Q38153351 Status: § 2a Stand der BDA-Liste: 2025-06-30 Name: Lindl-Kapelle, Buchau-Kapelle GstNr.: 4241/2                                  |
| ja   | Datei hochladen | Ortskapelle, Johannes Nepomuk-Kapelle HERIS-ID: 78927 Objekt-ID: 92595 TKK: 5089        | bei Dorfstraße 26 Standort KG: Fieberbrunn         | Die barocke Kapelle wurde 1760 errichtet und 1949 als Kriegergedächtniskapelle gewidmet. Die Eingangsfassade mit glockenartig geschweiftem Giebel weist ein Portal aus rotem Marmor auf. In einer Nische über dem Portal befindet sich ein Bild des hl. Johannes Nepomuk, darüber ein 1949 geschaffenes Fresko des hl. Michael mit Inschrift zum Gedenken der Gefallenen der Weltkriege. Das Innere ist mit Rokokostuckaturen und Fresken von Matthäus Günther von 1762 geschmückt. Das Wandbild zeigt die Beichte der Königin bei Johannes Nepomuk, das große Deckengemälde den Brückensturz und die Glorie des Heiligen. Der 1860 neu gebaute Hochaltar enthält ein Altarblatt des hl. Johannes Nepomuk von Matthäus Günther und Figuren von Josef Martin Lengauer aus der Zeit um 1765. | BDA-Hist.: Q38153375 Status: § 2a Stand der BDA-Liste: 2025-06-30 Name: Ortskapelle, Johannes Nepomuk-Kapelle GstNr.: .20                             |
| ja   | Datei hochladen | Berndlbäckhaus HERIS-ID: 45431 Objekt-ID: 46761 TKK: 5087                               | Drahtzug 13 Standort KG: Fieberbrunn               | Das teilweise in den Hang gebaute, zweigeschoßige, gemauerte Haus wurde im 16. Jahrhundert errichtet und im 18. Jahrhundert barock verändert und erweitert. Die Fassade wurde im 19. Jahrhundert gestaltet. Bis ca. 1900 diente das Gebäude als Bäckerei. Die Fenster und Türen sind durch bemalte Putzdekoration betont, an den Gebäudekanten befinden sich vom Sockel bis zum Dach durchgehende geputzte und bemalte Pilaster. Der Keller weist ein auf Säulen gestütztes Gewölbe auf. | BDA-Hist.: Q38015795 Status: Bescheid Stand der BDA-Liste: 2025-06-30 Name: Berndlbäckhaus GstNr.: 2376/5                                             |
| ja   | Datei hochladen | Fieberbrunnen HERIS-ID: 78916 Objekt-ID: 92583 TKK: 5525                                | gegenüber Kirchweg 3 Standort KG: Fieberbrunn      | Der Laufbrunnen wurde 1971 an der Stelle der alten, für den Ort namensgebenden Heilquelle errichtet. Die Bronzefigur der Margarete Maultasch, die der Legende nach im Jahr 1354 hier von einem Fieberleiden geheilt wurde, stammt von Josef Bachlechner junior. | BDA-Hist.: Q38153368 Status: § 2a Stand der BDA-Liste: 2025-06-30 Name: Fieberbrunnen GstNr.: 4130                                                    |
| ja   | Datei hochladen | Kath. Pfarrkirche hll. Primus und Felizian HERIS-ID: 55339 Objekt-ID: 63963 TKK: 5551   | bei Kirchweg 4 Standort KG: Fieberbrunn            | Die Kirche wurde 1446 geweiht und 1642 durch Blitzschlag schwer beschädigt. In der Folge wurde sie 1689 im barocken Stil umgebaut und vergrößert. 1855 wurde das Schiff erneut verlängert und die Kirche mit einer neoromanischen Einrichtung versehen, die 1954/55 entfernt wurde. 1977–1984 wurde die Kirche rebarockisiert. Die Kirche besteht aus einem vierjochigen Langhaus mit einem zehneckigen Chor und einem nordseitigen Turm. Der Innenraum ist mit Lisenen und Kapitellen in barocker Profilierung gegliedert. Der Hochaltar zeigt ein Bild der Auferstehung Christi aus der Zeit um 1700, die Seitenaltarbilder wurden 1728 bzw. 1754 von Simon Benedikt Faistenberger gemalt. Die illusionistischen Deckenfresken zum Thema Wasser schuf Wolfram Köberl 1982/83. | BDA-Hist.: Q38064809 Status: § 2a Stand der BDA-Liste: 2025-06-30 Name: Kath. Pfarrkirche hll. Primus und Felizian GstNr.: .1 Pfarrkirche Fieberbrunn |
| ja   | Datei hochladen | Widum HERIS-ID: 55340 Objekt-ID: 63964 TKK: 5552                                        | Kirchweg 4 Standort KG: Fieberbrunn                | Das Widum wurde 1643 errichtet und nach einem Brand 1771 neu gebaut. Der mächtige zweigeschoßige Barockbau mit rechteckigem Grundriss und abgewalmten Satteldach weist regelmäßig angeordnete Rechteckfenster mit großen Putzrahmungen auf. Die Eingangsfassade ist mit Malereien geschmückt. Die Räume weisen Kreuzgratgewölbe und Stichkappentonnen auf. Der Flur im ersten Obergeschoß ist mit Biedermeier-Tapetenmalereien aus der ersten Hälfte des 19. Jahrhunderts geschmückt. | BDA-Hist.: Q38064820 Status: Bescheid Stand der BDA-Liste: 2025-06-30 Name: Widum GstNr.: .2                                                          |
| ja   | Datei hochladen | Wirtschaftshof zu Widum, Pfarrerstall HERIS-ID: 39062 Objekt-ID: 38767 TKK: 44994       | Kirchweg 5 Standort KG: Fieberbrunn                | Der zweigeschoßige Wirtschaftshof des Widums wurde 1767 errichtet und im 20. Jahrhundert umgebaut. Der Wohnteil ist durchgehend gemauert und weist im Obergeschoß einen dreiseitig umlaufenden Söller auf. Die Fassaden sind durch Putzfaschenrahmungen und Silhouettepilaster an den Baukanten gegliedert. Ein Putzfeld im Giebel enthält eine Inschrift mit Chronogramm. Das Innere weist im Erdgeschoß ein Tonnengewölbe mit Stichkappen auf. Der Wirtschaftstrakt ist im Erdgeschoß gemauert und im Obergeschoß in Kantblockbauweise gezimmert. | BDA-Hist.: Q37986719 Status: Bescheid Stand der BDA-Liste: 2025-06-30 Name: Wirtschaftshof zu Widum, Pfarrerstall GstNr.: .2                          |
| ja   | Datei hochladen | Friedhof, Kreuz und Aufbahrungshalle HERIS-ID: 78929 Objekt-ID: 92597 TKK: 44993, 44992 | bei Kirchweg 6 Standort KG: Fieberbrunn            | Der Friedhof wurde 1767 angelegt und im 20. Jahrhundert vergrößert. In die Umfassungsmauer integriert sind fünf Nischenbildstöcke mit barocken Schnitzfiguren, die Christus im Kerker, den kreuztragenden Christus, Christus an der Martersäule (Franz Offer zugeschrieben), Unseren Herrn im Elend und eine Kreuzigungsgruppe (Josef Martin Lengauer zugeschrieben) darstellen. Die Aufbahrungshalle wurde 1975 nach Plänen von Herbert Rottenspacher errichtet. Das steile schindelgedeckte Kreuzdach ist fast bis zum Boden heruntergezogen, über dem Eingang im Süden ist es zu einer Vorhalle ausgebaut. Die großflächigen Giebelfassaden im Süden, Westen und Norden sind mit Glasgemälden von Hartwig Karl Unterberger gerstaltet. | BDA-Hist.: Q38153382 Status: § 2a Stand der BDA-Liste: 2025-06-30 Name: Friedhof, Kreuz und Aufbahrungshalle GstNr.: 19 Cemetery Fieberbrunn          |
| BW   | Datei hochladen | Villa Herbert Broschek HERIS-ID: 78891 Objekt-ID: 92558 TKK: 5384seit 2019              | Mag.-Helga-Broschek-Weg 7 Standort KG: Fieberbrunn | Die Villa Herbert Broschek wurde 1963 für den Mitbegründer der Firma Gebro Fieberbrunn, Herbert Broschek, vom Architekten Wilhelm Stigler junior erbaut und 1973 durch eine Schwimmhalle samt integriertem Gästetrakt erweitert. Es handelt sich um ein repräsentatives Beispiel der Nachkriegsmoderne in Tirol. Das Wohngebäude hat den Grundriss eines griechischen Kreuzes und ist ein nach Süden orientierter, mehrgeschoßiger, strukturierter Baukörper. Durch den Wechsel der Materialien (Sichtbeton, Sichtziegelmauern sowie Bruchsteinmauern) werden die klaren Formen betont. Das horizontal gegliederte, mit Flachdächern gedeckte und vertikal akzentuierte Wohnhaus ist halbgeschoßig gestaffelt in den ansteigenden Hang versetzt. Die Horizontalität wird durch die durchwegs als Fensterbänder gestalteten Fenster betont. Die Schwimmhalle mit Gästetrakt ist durch eine Steinstiege mit dem Haupthaus verbunden. Der eingeschoßige Baukörper ist formal am Haupthaus orientiert und gegen Süden mit einer Glasfront zum Garten geöffnet. | BDA-Hist.: Q105646586 Status: Bescheid Stand der BDA-Liste: 2025-06-30 Name: Villa Herbert Broschek GstNr.: 2184/7                                    |
| ja   | Datei hochladen | Sgraffito an der Neuen Volksschule Pfaffenschwendt HERIS-ID: 78808 Objekt-ID: 92473     | Pfaffenschwendt 34 Standort KG: Fieberbrunn        | Das Sgraffito mit Szenen aus Schule und Freizeit wurde 1958 von Heinrich Tilly geschaffen. | BDA-Hist.: Q38153017 Status: § 2a Stand der BDA-Liste: 2025-06-30 Name: Sgraffito an der Neuen Volksschule Pfaffenschwendt GstNr.: 2921               |
| ja   | Datei hochladen | Pulvermacherkapelle HERIS-ID: 45362 Objekt-ID: 46659 TKK: 8996                          | bei Weißach 11 Standort KG: Fieberbrunn            | Die zum bergbaugeschichtlich bedeutenden Pulvermacherhof gehörende Kapelle wurde 1744 erbaut. Der gemauerte, einjochige Bau weist einen dreiseitigen Chorschluss und ein schindelgedecktes Satteldach auf, das über dem Chor abgewalmt ist. Die Tür wird von zwei kleinen Segmentbogenfenstern flankiert, darüber befinden sich ein Ovalfenster und drei flache Blendnischen, im Giebelfeld eine vierpassförmige flache Nische. Die Fassade ist mit Putzfaschen und Silhouettepilastern gegliedert. Das Innere weist ein Tonnengewölbe mit einer stuckgerahmten Darstellung der Marienkrönung auf. Im Chor, der durch ein Holz- und Eisengitter abgetrennt ist, befindet sich ein Marienbild, flankiert von zwei bemalten Nischen. | BDA-Hist.: Q38015360 Status: Bescheid Stand der BDA-Liste: 2025-06-30 Name: Pulvermacherkapelle GstNr.: 646/2                                         |